# 今井安紀
今井 安紀（いまい あき、1984年8月26日 - ）は、日本のタレント、モデル。アプリソムリエとしても活動中。バグジー所属。

## 人物
- 大のサッカー好き（主にJリーグ）で、スタジアムに観戦に行くことも多い。その中でもマスコットへの興味がとても深く、仲の良いキャラクターもいる。
- 猫も溺愛しており、SNSで実家で暮らしている猫の写真もよく投稿している。

## テレビ
- マツコの知らない世界（TBSテレビ） - おひとりさまアプリの世界
- ZIP!（日本テレビ） - チューモク、アプリソムリエ
- 痛快TV スカッとジャパン（フジテレビ） - 再現ドラマ
- めざましどようび ココ調　(フジテレビ)
- どっぷりアプリ (BS11)
- 綾小路きみまろTV（チャンネルNECO）

## ラジオ
- ALL GOOD FRIDAY TOKYO SAVVY (J-wave)
- 渋谷のサンデー（渋谷のラジオ）

## 映像作品
- DOBERMAN INFINITY「OFF ROAD THE MOVIE」(品川ヒロシ監督)

## Web
- サッカーキング（ニコニコ生放送） - ハーフタイム
- 原宿アベニュー（AbemaTV）
- 美的
- プレジデントオンライン

## 雑誌
- GINGER (美GINGERメンバー)
- 美的 2017年12月号
- 地上
- WWDビューティ
- CREA 2017年5月号